# Cikeusal (Tanjungjaya)
Cikeusal is een bestuurslaag in het regentschap Tasikmalaya van de provincie West-Java, Indonesië. Cikeusal telt 7500 inwoners (volkstelling 2010).